# Веснин, Никита Валерьевич
Никита Валерьевич Веснин (род. 15 апреля 1994) — российский легкоатлет, специалист по бегу на короткие дистанции. Выступал на профессиональном уровне в 2010—2016 годах, чемпион России в эстафете 4 × 400 метров, победитель и призёр первенств всероссийского значения, участник чемпионата Европы в помещении в Праге. Представлял Тюменскую область. Мастер спорта России.

## Биография
Никита Веснин родился 15 апреля 1994 года. Занимался лёгкой атлетикой в Центре спортивной подготовки и проведения спортивных мероприятий Тюменской области, был подопечным тренеров А. В. Сивченко, А. А. Крауса, Л. А. Вешкурова, Л. Е. Вешкуровой.
Впервые заявил о себе в сезоне 2010 года, когда на соревнованиях в Чебоксарах занял четвёртое место в беге на 200 метров.
В 2012 году в дисциплине 400 метров победил на юниорском Кубке России в Краснодаре, стал серебряным призёром на чемпионате России среди юниоров в Чебоксарах. Попав в состав российской сборной, выступил на юниорском мировом первенстве в Барселоне — стартовал здесь в индивидуальном беге на 400 метров и в эстафете 4 × 400 метров, в обоих случаях в финал не вышел.
В 2013 году на зимнем чемпионате России в Москве с командой Тюменской области одержал победу в эстафете 4 × 200 метров, тогда как на летнем чемпионате России в Москве взял бронзу в эстафете 4 × 400 метров.
В 2014 году помимо прочего победил на Мемориале Яламова в Екатеринбурге, финишировал четвёртым на международном турнире «Русская зима» в Москве, получил серебро на командном чемпионате России в Сочи и на всероссийских соревнованиях в Челябинске.
В 2015 году получил серебро на «Русской зиме», стал четвёртым на зимнем чемпионате России в Москве. Благодаря череде удачных выступлений удостоился права защищать честь страны на чемпионате Европы в помещении в Праге — в программе эстафеты 4 × 400 метров вместе с соотечественниками Алексеем Кёнигом, Павлом Савиным и Львом Мосиным занял четвёртое место. Также в этом сезоне в эстафете 4 × 400 метров выиграл серебряную медаль на летнем чемпионате России в Чебоксарах (позднее в связи с дисквалификацией команды Пермского края поднялся в итоговом протоколе на первую позицию).
В 2016 году выиграл серебряную медаль на Кубке губернатора в Волгограде, бронзовую медаль на «Русской зиме» в Москве, стартовал в дисциплинах 200 и 400 метров на зимнем чемпионате России в Москве. По окончании сезона завершил спортивную карьеру.